# 雄霸四海
《雄霸四海》是一部2000年上映的香港電影，本片遠於韓國取景，由高飛動作指導、編劇及監製，由本片監製高飛的兒子高俊傑（原名林志強）
導演，錢小豪、鍾淑慧及吳毅將領銜主演。

## 劇情
西環大哥杜佃（何家駒 飾）現已改邪歸正，他育有一子杜菲（吳毅將 飾）及一女杜子惠，但杜菲性格卻心狠手辣並不走正路，杜佃為了放下戒心，把菲趕出家門。菲憤怒之下僱用職業殺手畢村（錢小豪 飾）弒父，村在殺佃的過程不小心打中子惠腦部受震蕩而失憶。畢村把子惠救走，子惠因失憶，誤會村是其男朋友。菲卻還未開心，因遺產繼承人寫下了子惠的名字，菲得知村把子惠救走，他知道要找出子惠，要先把村找出，所以他不擇手段地找出村。菲拿發叔的孫兒來威脅，自己也通知了警察來幫忙，但村還是在眾目睽睽的情況下把菲槍殺了...

## 演員
| 演員   | 角色   | 粵語配音 | 備註                                                                                     |
| 錢小豪 | 畢村   | 李家輝   | 職業殺手 自小出身於單親家庭，後更沒有父母照顧 和杜子惠有感情線 杜菲之天敵 最後被警方槍殺 |
| 鍾淑慧 | 修女   |          |                                                                                          |
| 吳毅將 | 杜菲   |          | 本片終極大反派 阿菲 黑幫老大 杜佃之子，後反目 杜子惠之兄兼天敵 畢村之天敵 最後被畢村槍殺 |
| 何家駒 | 杜佃   | 馮志輝   | 老大 杜子惠、杜菲之父，後和杜菲反目 曾為西環大哥，後改邪歸正 後被畢村槍殺身亡            |
| 曹查理 | 二叔   | 黃志成   | 黑幫叔父 杜佃之下屬 不滿杜菲 後被杜菲手下槍殺                                            |
|        | 杜子惠 |          | 和畢村有感情線 杜菲之妹兼天敵 杜佃之女                                                   |
| 高俊傑 | 雷哥   | 古明華   | 潮州幫老大 和杜菲合作 和杜佃派往的畢村談判時因向其出的價錢比其的命還要少而被其槍殺       |
| 高飛   | 警察   | 黃志成   | 警察 把杜菲抓往警察局問話，但沒有証据而放走其                                            |

## 外部連結
- 香港影庫上《雄霸四海》的資料（繁體中文）
- 豆瓣电影上《雄霸四海》的資料 （简体中文）